# Circonscriptions législatives de la province de Cebu
La province de Cebu aux Philippines est constituée de sept circonscriptions législatives, chacune représentée par un député à la Chambre des représentants. Les villes fortement urbanisées de Cebu et Lapu-Lapu possèdent leurs propres circonscriptions législatives distinctes de celles de la province.

## Histoire
Sept circonscriptions sont créées à Cebu en 1907 pour les premières élections législatives. Elles sont temporairement supprimées sous l'occupation japonaise durant la Seconde Guerre mondiale, puis rétablies en 1945. Sous le régime de Ferdinand Marcos, la province est intégrée à la région VII pour les élections législatives entre 1978 et 1984. C'est à cette époque que la ville de Cebu élit ses représentants de façon indépendante de la province.
La Constitution de 1987 rétablit six circonscriptions législatives dans la province (la ville de Cebu restant à part). En 2009, la ville de Lapu-Lapu, qui vote dans la sixième circonscription, devient elle aussi indépendante de la province pour les législatives.
En 2015, la seconde circonscription est découpée en deux, recréant donc une septième circonscription.

## Première circonscription
- Villes : Carcar, Naga, Talisay
- Municipalités : Minglanilla, San Fernando, Sibonga

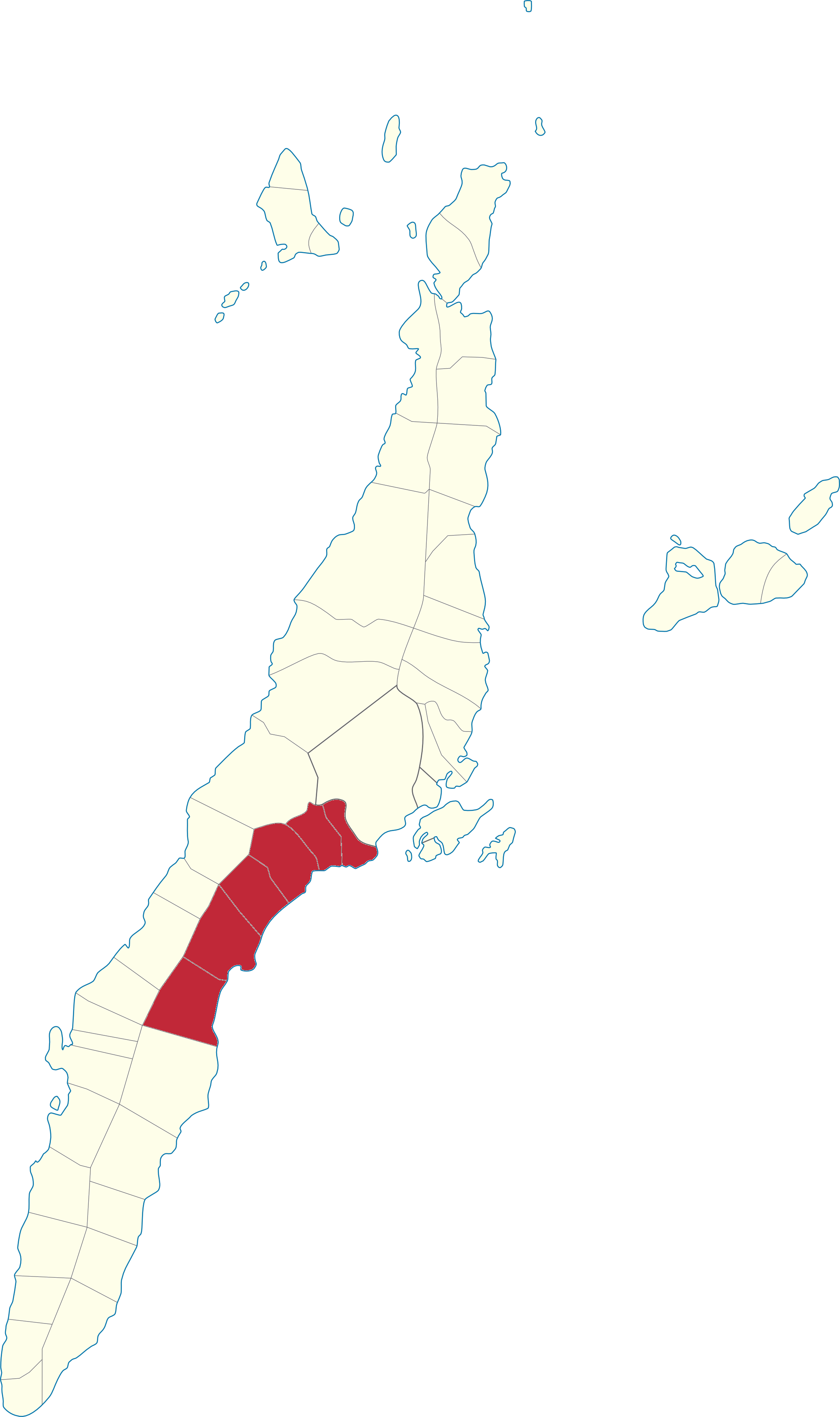
Première circonscription de Cebu.

- Population (2015)':  709,660

| Période               | Député                               |
| --------------------- | ------------------------------------ |
| 8e Congrès 1987-1992  | Antonio Tabolio Bacaltos (1924-2005) |
| 9e Congrès 1992-1995  | Eduardo R. Gullas                    |
| 10e Congrès 1995-1998 | Eduardo R. Gullas                    |
| 11e Congrès 1998-2001 | Eduardo R. Gullas                    |
| 12e Congrès 2001-2004 | Jose R. Gullas                       |
| 13e Congrès 2004-2007 | Eduardo R. Gullas                    |
| 14e Congrès 2007-2010 | Eduardo R. Gullas                    |
| 15e Congrès 2010-2013 | Eduardo R. Gullas                    |
| 16e Congrès 2013-2016 | Gerald Anthony V. Gullas, Jr.        |
| 17e Congrès 2016-2019 | Gerald Anthony V. Gullas, Jr.        |

### 1907-1972
- Municipalités : Bogo, Borbon Carmen, Catmon, Danao, Pilar, San Francisco, Tabogon, Tudela, Poro, Sogod

| Période                              | Député                                 |
| ------------------------------------ | -------------------------------------- |
| 1re législature philippine 1907-1909 | Celestino Lasala Rodriguez (1872-1955) |
| 2e législature philippine 1909-1912  | Celestino Lasala Rodriguez (1872-1955) |
| 3e législature philippine 1912-1916  | Gervacio Padilla                       |
| 4e législature philippine 1916-1919  | Jose E. Hernaez                        |
| 5e législature philippine 1919-1922  | Manuel Cabahug Briones (1894-1957)     |
| 6e législature philippine 1922-1925  | Manuel Cabahug Briones (1894-1957)     |
| 7e législature philippine 1925-1928  | Manuel Cabahug Briones (1894-1957)     |
| 8e législature philippine 1928-1931  | Manuel Cabahug Briones (1894-1957)     |
| 9e législature philippine 1931-1934  | Buenaventura Rodriguez (1893-1940)     |
| 10e législature philippine 1934-1935 | Tereso Mondigo Dosdos (1892-1997)      |
| 1re Assemblée nationale 1935-1938    | Celestino Rodriguez                    |
| 2e Assemblée nationale 1938-1941     | Tereso M. Dosdos                       |
| 3e Assemblée nationale 1941-1946     | Celestino Rodriguez                    |
| 1er Congrès 1946-1949                | Jovenal Almendras                      |
| 2e Congrès 1949-1953                 | Ramon Mercado Durano (1905-1988)       |
| 3e Congrès 1953-1957                 | Ramon Mercado Durano (1905-1988)       |
| 4e Congrès 1957-1961                 | Ramon Mercado Durano (1905-1988)       |
| 5e Congrès 1961-1965                 | Ramon Mercado Durano (1905-1988)       |
| 6e Congrès 1965-1969                 | Ramon Mercado Durano (1905-1988)       |
| 7e Congrès 1969-1972                 | Ramon Mercado Durano (1905-1988)       |

## Deuxième circonscription
- Municipalités : Alcoy, Argao, Boljoon, Dalaguete, Oslob, Samboan, Santander
- Population (2015) :  239 820

| Période               | Député               |
| --------------------- | -------------------- |
| 17e Congrès 2016-2019 | Wilfredo S. Caminero |

### 1907-1972
- Municipalités : Cebu City, Liloan, Mandaue, Lapu-Lapu (nommée Opon jusqu'en 1961), Cordova, Compostela, Consolacion

| Période                              | Député                             |
| ------------------------------------ | ---------------------------------- |
| 1re législature philippine 1907-1909 | Sergio Osmeña, Sr (1878-1961)      |
| 2e législature philippine 1909-1912  | Sergio Osmeña, Sr (1878-1961)      |
| 3e législature philippine 1912-1916  | Sergio Osmeña, Sr (1878-1961)      |
| 4e législature philippine 1916-1919  | Sergio Osmeña, Sr (1878-1961)      |
| 5e législature philippine 1919-1922  | Sergio Osmeña, Sr (1878-1961)      |
| 6e législature philippine 1922-1925  | Vicente Yap Sotto (1877-1950)      |
| 7e législature philippine 1925-1928  | Paulino Arandia Gullas (1891-1945) |
| 8e législature philippine 1928-1931  | Sotero Barte Cabahug (1891-1963)   |
| 9e législature philippine 1931-1934  | Sotero Barte Cabahug (1891-1963)   |
| 10e législature philippine 1934-1935 | Hilario Abellana (1896-1945)       |
| 1re Assemblée nationale 1935-1938    | Hilario Abellana (1896-1945)       |
| 2e Assemblée nationale 1938-1941     | Hilario Abellana (1896-1945)       |
| 3e Assemblée nationale 1941-1946     | Pedro T. Lopez (1905-1957)         |
| 1er Congrès 1946-1949                | Vicenter Logarta                   |
| 2e Congrès 1949-1953                 | Leandro A. Tojong                  |
| 3e Congrès 1953-1957                 | Pedro Lopez                        |
| 4e Congrès 1957-1961                 | Sergio Osmeña, Jr (1917-1984)      |
| 5e Congrès 1961-1965                 | Jose L. Briones                    |
| 6e Congrès 1965-1969                 | Jose L. Briones                    |
| 7e Congrès 1969-1972                 | John H. Osmeña                     |

1. ↑  Mort le 17 mars 1957 dans le crash du Douglas C-47 Skytrain présidentiel. Son siège reste vacant jusqu'à la prochaine élection.

### 1987-2015

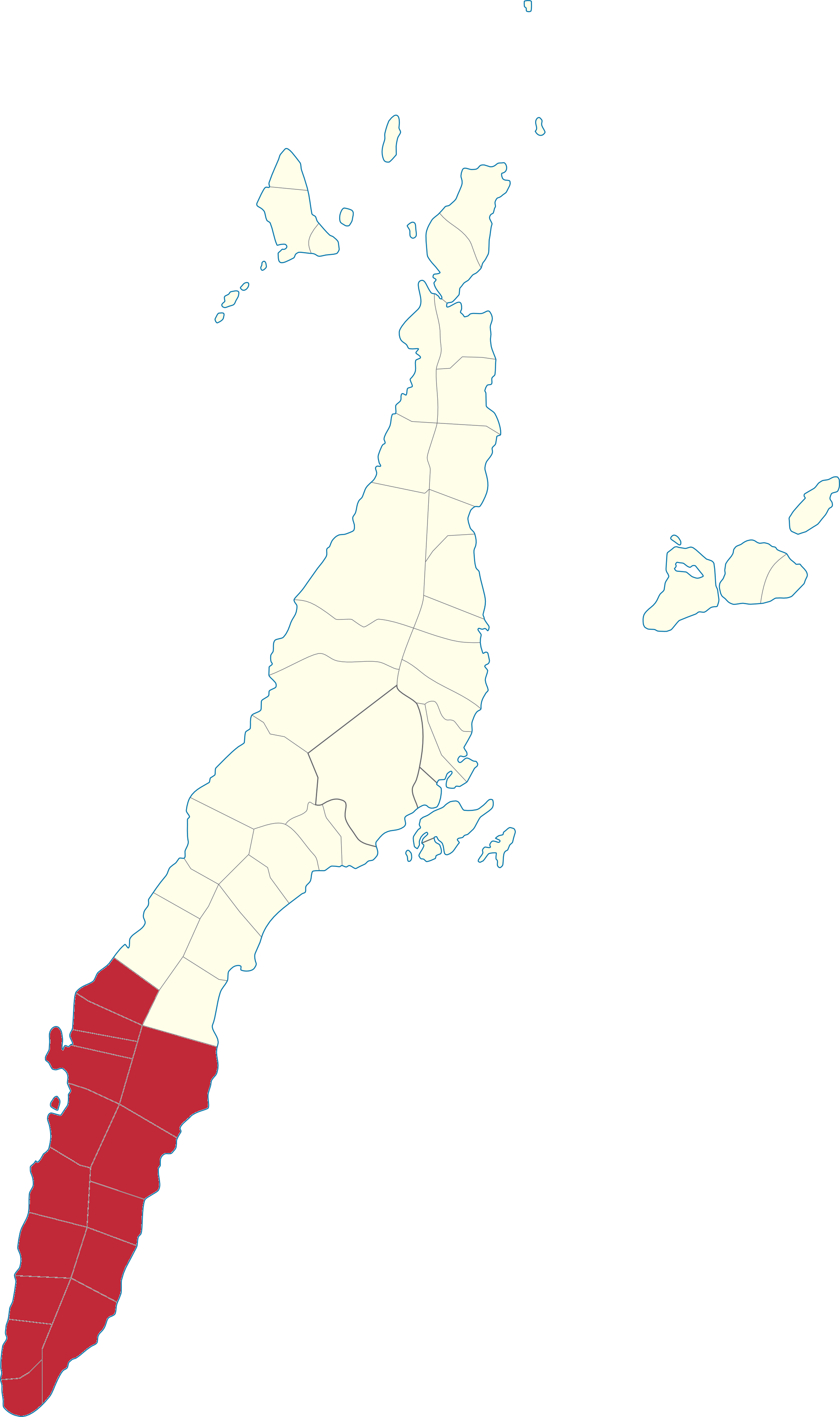
Carte de la deuxième circonscription de 1987 à 2016.

- Municipalités : Alcantara, Alcoy,  Alegria, Argao, Badian, Boljoon, Dalaguete, Dumanjug, Ginatilan, Malabuyoc, Moalboal, Oslob, Samboan, Ronda, Santander

| Période               | Député               |
| --------------------- | -------------------- |
| 8e Congrès 1987-1992  | Crisologo A. Abines  |
| 9e Congrès 1992-1995  | Crisologo A. Abines  |
| 10e Congrès 1995-1998 | Crisologo A. Abines  |
| 11e Congrès 1998-2001 | Simeon L. Kintanar   |
| 12e Congrès 2001-2004 | Simeon L. Kintanar   |
| 13e Congrès 2004-2007 | Simeon L. Kintanar   |
| 14e Congrès 2007-2010 | Pablo P. Garcia      |
| 15e Congrès 2010-2013 | Pablo P. Garcia      |
| 16e Congrès 2013-2016 | Wilfredo S. Caminero |

## Troisième circonscription
- Villes : Toledo

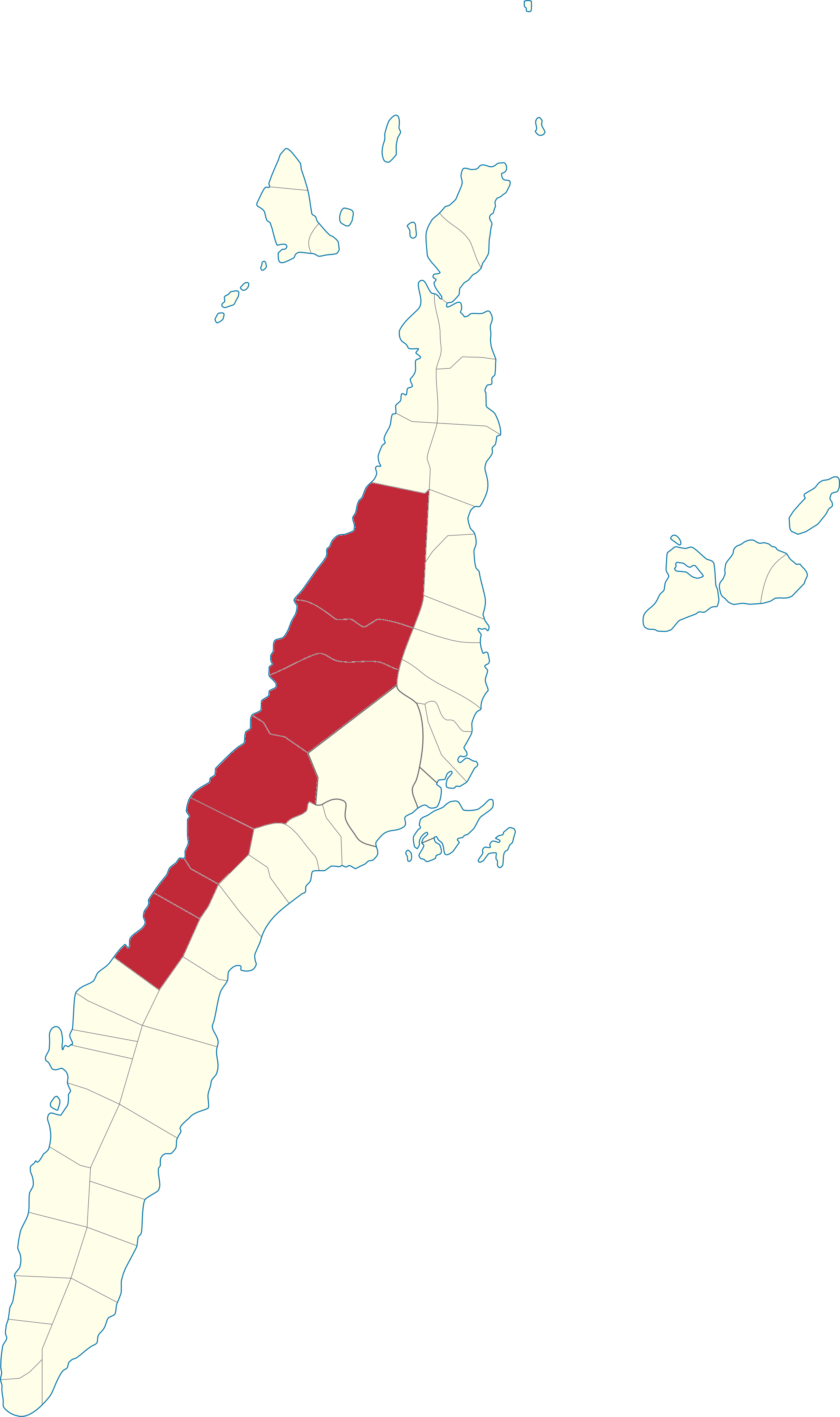
Carte de la troisième circonscription.

- Municipalités : Aloguinsan, Asturias, Balamban, Barili, Pinamungajan, Tuburan
- Population (2015)':  541,152

| Période               | Député                |
| --------------------- | --------------------- |
| 8e Congrès 1987-1992  | Pablo P. Garcia       |
| 9e Congrès 1992-1995  | Pablo P. Garcia       |
| 10e Congrès 1995-1998 | John Henry Osmeña     |
| 11e Congrès 1998-2001 | Antonio P. Yapha, Jr. |
| 12e Congrès 2001-2004 | Antonio P. Yapha, Jr. |
| 13e Congrès 2004-2007 | Antonio P. Yapha, Jr. |
| 14e Congrès 2007-2010 | Pablo John F. Garcia  |
| 15e Congrès 2010-2013 | Pablo John F. Garcia  |
| 16e Congrès 2013-2016 | Gwendolyn F. Garcia   |
| 17e Congrès 2016-2019 | Gwendolyn F. Garcia   |

### 1907-1972
- Municipalités : Carcar, Minglanilla, Naga, San Fernando, Talisay

| Période                              | Député                                |
| ------------------------------------ | ------------------------------------- |
| 1re législature philippine 1907-1909 | Filemon Yap Sotto (1872-1966)         |
| 2e législature philippine 1909-1912  | Filemon Yap Sotto (1872-1966)         |
| 3e législature philippine 1912-1916  | Filemon Yap Sotto (1872-1966)         |
| 4e législature philippine 1916-1919  | Vicente Sarmiento Urgello (1875-1952) |
| 5e législature philippine 1919-1922  | Vicente Sarmiento Urgello (1875-1952) |
| 6e législature philippine 1922-1925  | Vicente Enguio Rama (1887-1956)       |
| 7e législature philippine 1925-1928  | Vicente Enguio Rama (1887-1956)       |
| 8e législature philippine 1928-1931  | Maximino Noel                         |
| 9e législature philippine 1931-1934  | Maximino Noel                         |
| 10e législature philippine 1934-1935 | Vicente Rama                          |
| 1re Assemblée nationale 1935-1938    | Agustin Y. Kintanar                   |
| 2e Assemblée nationale 1938-1941     | Maximino Jaen Noel (1879-1969)        |
| 3e Assemblée nationale 1941-1946     | Maximino Jaen Noel (1879-1969)        |
| 1er Congrès 1946-1949                | Maximino Jaen Noel (1879-1969)        |
| 2e Congrès 1949-1953                 | Primitivo Noel Sato (1917-1972)       |
| 3e Congrès 1953-1957                 | Maximino Noel                         |
| 4e Congrès 1957-1961                 | Maximino Noel                         |
| 5e Congrès 1961-1965                 | Maximino Noel                         |
| 6e Congrès 1965-1969                 | Ernesto Bascon                        |
| 7e Congrès 1969-1972                 | Eduardo Gullas                        |

## Quatrième circonscription
- Villes : Bogo City

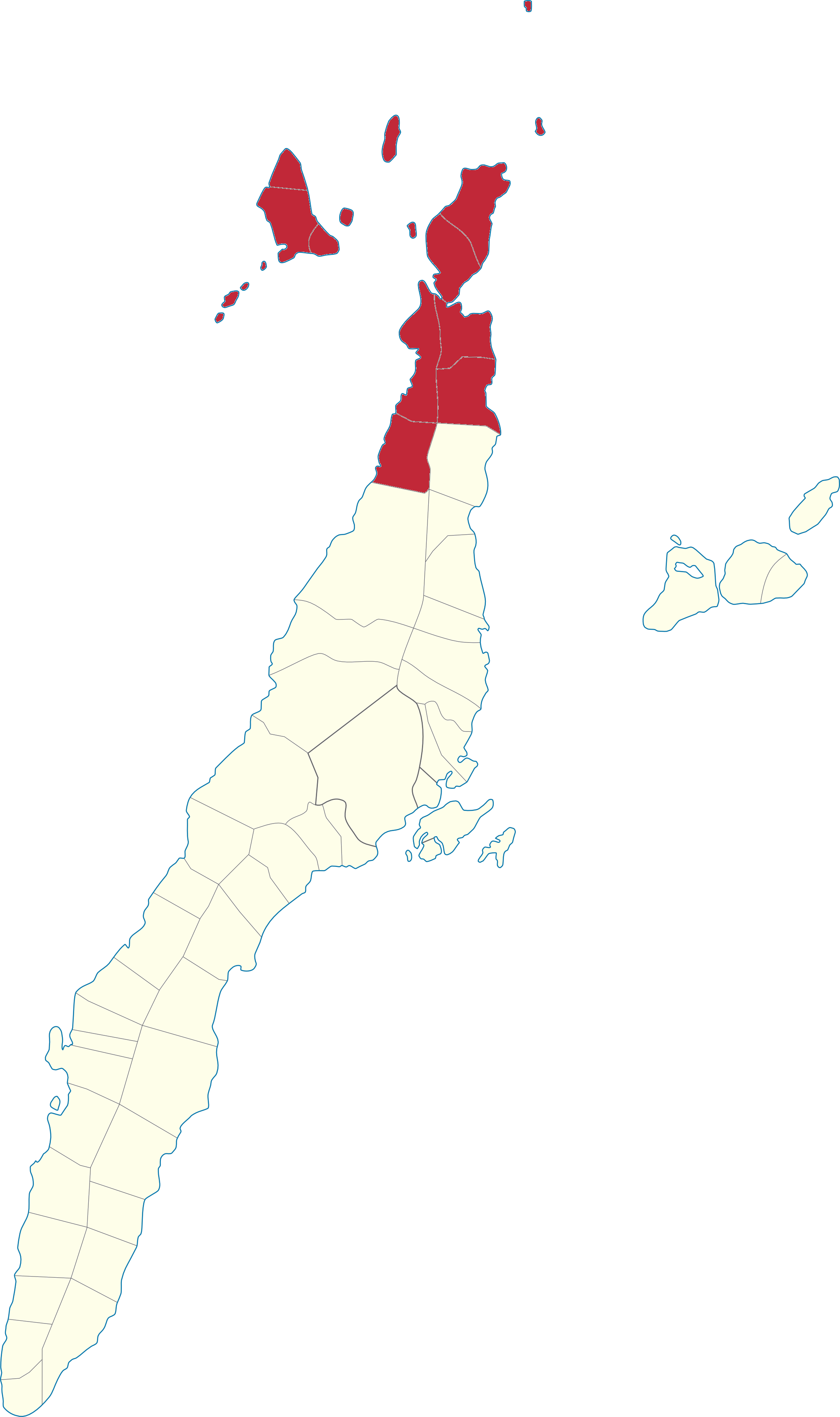
Carte de la quatrième circonscription.

- Municipalités : Bantayan, Daanbantayan, Madridejos, Medellin, San Remigio, Santa Fe, Tabogon, Tabuelan
- Population (2015)':  484,198

| Période               | Député                     |
| --------------------- | -------------------------- |
| 8e Congrès 1987-1992  | Celestino E. Martinez, Jr. |
| 9e Congrès 1992-1995  | Celestino E. Martinez, Jr. |
| 10e Congrès 1995-1998 | Celestino E. Martinez, Jr. |
| 11e Congrès 1998-2001 | Clavel A. Martinez         |
| 12e Congrès 2001-2004 | Clavel A. Martinez         |
| 13e Congrès 2004-2007 | Clavel A. Martinez         |
| 14e Congrès 2007-2010 | Benhur L. Salimbangon      |
| 14e Congrès 2007-2010 | Celestino A. Martinez III  |
| 15e Congrès 2010-2013 | Benhur L. Salimbangon      |
| 16e Congrès 2013-2016 | Benhur L. Salimbangon      |
| 17e Congrès 2016-2019 | Benhur L. Salimbangon      |

1. ↑  Remplace Benhur Salimbangon le 11 janvier 2010.

### 1907-1972
- Municipalités : Argao, Dalaguete, Sibonga, Alcoy

| Période                              | Député                               |
| ------------------------------------ | ------------------------------------ |
| 1re législature philippine 1907-1909 | Alejandro Ruiz                       |
| 2e législature philippine 1909-1912  | Alejandro Ruiz                       |
| 3e législature philippine 1912-1916  | Alejandro Ruiz                       |
| 4e législature philippine 1916-1919  | Alejandro Ruiz                       |
| 5e législature philippine 1919-1922  | Isidoro Aldanese                     |
| 6e législature philippine 1922-1925  | Isidoro Aldanese                     |
| 7e législature philippine 1925-1928  | Juan Fuentes Alcazaren (1891-1962)   |
| 8e législature philippine 1928-1931  | Juan Fuentes Alcazaren (1891-1962)   |
| 9e législature philippine 1931-1934  | Juan Fuentes Alcazaren (1891-1962)   |
| 10e législature philippine 1934-1935 | Agustin Y. Kintanar                  |
| 1re Assemblée nationale 1935-1938    | Vicente Rama                         |
| 2e Assemblée nationale 1938-1941     | Agustin Y. Kintanar                  |
| 3e Assemblée nationale 1941-1946     | Agustin Y. Kintanar                  |
| 1er Congrès 1946-1949                | Agustin Y. Kintanar                  |
| 2e Congrès 1949-1953                 | Filomeno C. Kintanar                 |
| 3e Congrès 1953-1957                 | Isidro Camasura Kintanar (1915-1968) |
| 4e Congrès 1957-1961                 | Isidro Camasura Kintanar (1915-1968) |
| 5e Congrès 1961-1965                 | Isidro Camasura Kintanar (1915-1968) |
| 6e Congrès 1965-1969                 | Isidro Camasura Kintanar (1915-1968) |
| 7e Congrès 1969-1972                 | Gaudencio Beduya                     |

## Cinquième circonscription
- Villes : Danao City

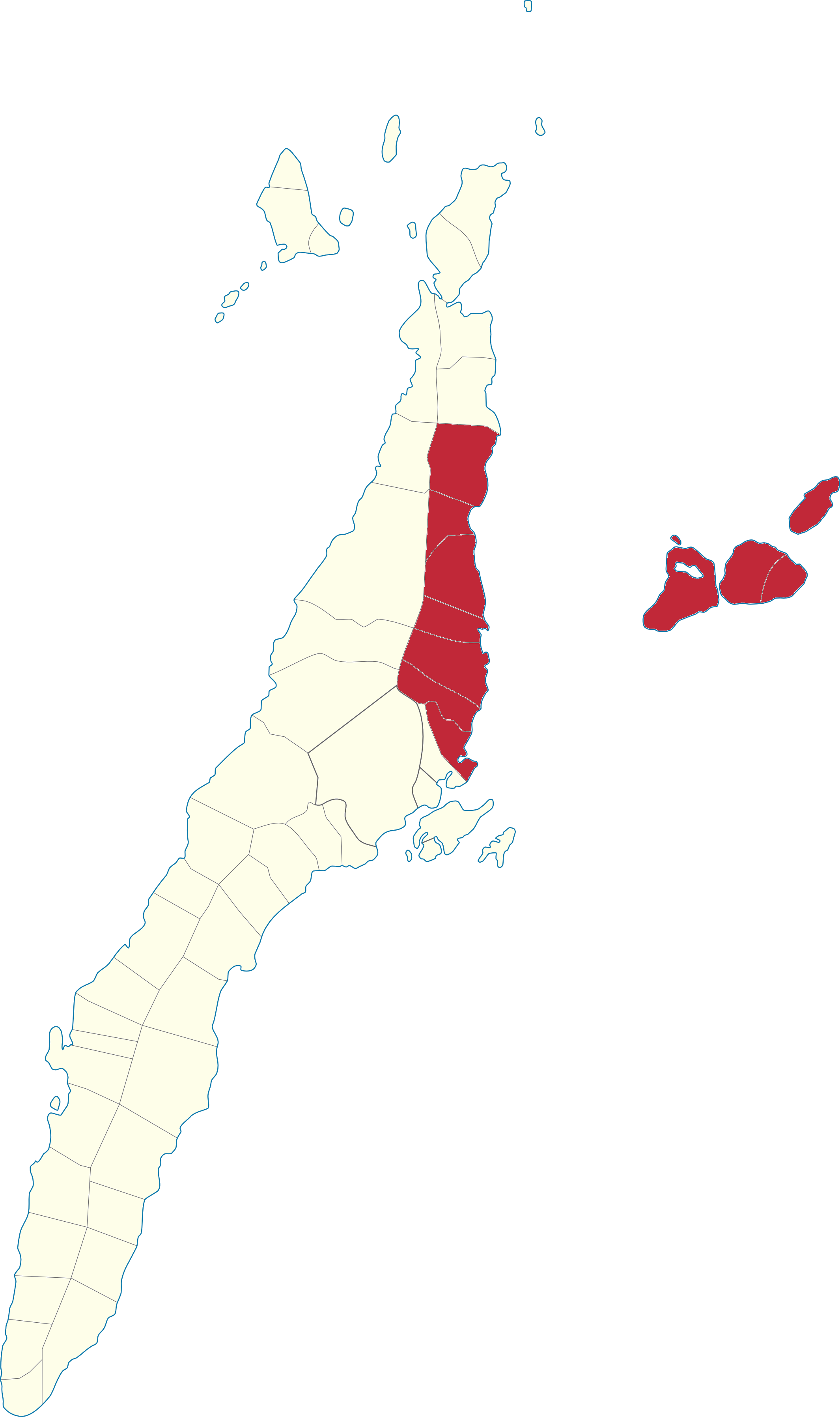
Carte de la cinquième circonscription.

- Municipalités : Borbon, Carmen, Catmon, Compostela, Liloan, Pilar, Poro, San Francisco, Sogod, Tudela
- Population (2015) :  558 548

| Période               | Député                      |
| --------------------- | --------------------------- |
| 8e Congrès 1987-1992  | Ramon D. Durano III         |
| 9e Congrès 1992-1995  | Ramon D. Durano III         |
| 10e Congrès 1995-1998 | Ramon D. Durano III         |
| 11e Congrès 1998-2001 | Joseph Felix Mari H. Durano |
| 12e Congrès 2001-2004 | Joseph Felix Mari H. Durano |
| 13e Congrès 2004-2007 | Joseph Felix Mari H. Durano |
| Ramon H. Durano VI    |                             |
| 14e Congrès 2007-2010 |                             |
| 15e Congrès 2010-2013 |                             |
| 16e Congrès 2013-2016 | Joseph Felix Mari H. Durano |
| 17e Congrès 2016-2019 | Ramon H. Durano VI          |

1. ↑  Nommé secrétaire d'Égtat au tourisme le 19 août 2004.
2. ↑  Élu lors de l'élection partielle du 30 mai 2005 pour remplacer Joseph Durano ; intronisé le 9 juin 2005.

### 1907-1972
- Municipalités : Alegria, Badian, Boljoon, Ginatilan, Malabuyoc, Moalboal, Oslob, Samboan, Alcantara, Santander

| Période                              | Député                                     |
| ------------------------------------ | ------------------------------------------ |
| 1re législature philippine 1907-1909 | Troadio Galicano                           |
| 2e législature philippine 1909-1912  | Troadio Galicano                           |
| 3e législature philippine 1912-1916  | Mariano Jesus Diosomito Cuenco (1888-1964) |
| 4e législature philippine 1916-1919  | Mariano Jesus Diosomito Cuenco (1888-1964) |
| 5e législature philippine 1919-1922  | Mariano Jesus Diosomito Cuenco (1888-1964) |
| 6e législature philippine 1922-1925  | Mariano Jesus Diosomito Cuenco (1888-1964) |
| 7e législature philippine 1925-1928  | Mariano Jesus Diosomito Cuenco (1888-1964) |
| 8e législature philippine 1928-1931  | Tomas Noel Alonzo (1881-1962)              |
| 9e législature philippine 1931-1934  | Miguel Diosomito Cuenco (1904-1990)        |
| 10e législature philippine 1934-1935 | Miguel Diosomito Cuenco (1904-1990)        |
| 1re Assemblée nationale 1935-1938    | Miguel Diosomito Cuenco (1904-1990)        |
| 2e Assemblée nationale 1938-1941     | Miguel Diosomito Cuenco (1904-1990)        |
| 3e Assemblée nationale 1941-1946     | Miguel Diosomito Cuenco (1904-1990)        |
| 1er Congrès 1946-1949                | Leandro A. Tojong                          |
| 2e Congrès 1949-1953                 | Miguel Cuenco                              |
| 3e Congrès 1953-1957                 | Miguel Cuenco                              |
| 4e Congrès 1957-1961                 | Miguel Cuenco                              |
| 5e Congrès 1961-1965                 | Miguel Cuenco                              |
| 6e Congrès 1965-1969                 | Antonio V. Cuenco                          |
| 7e Congrès 1969-1972                 | Emerito S. Calderon                        |

## Sixième circonscription
- Villes : Mandaue[Note 1]

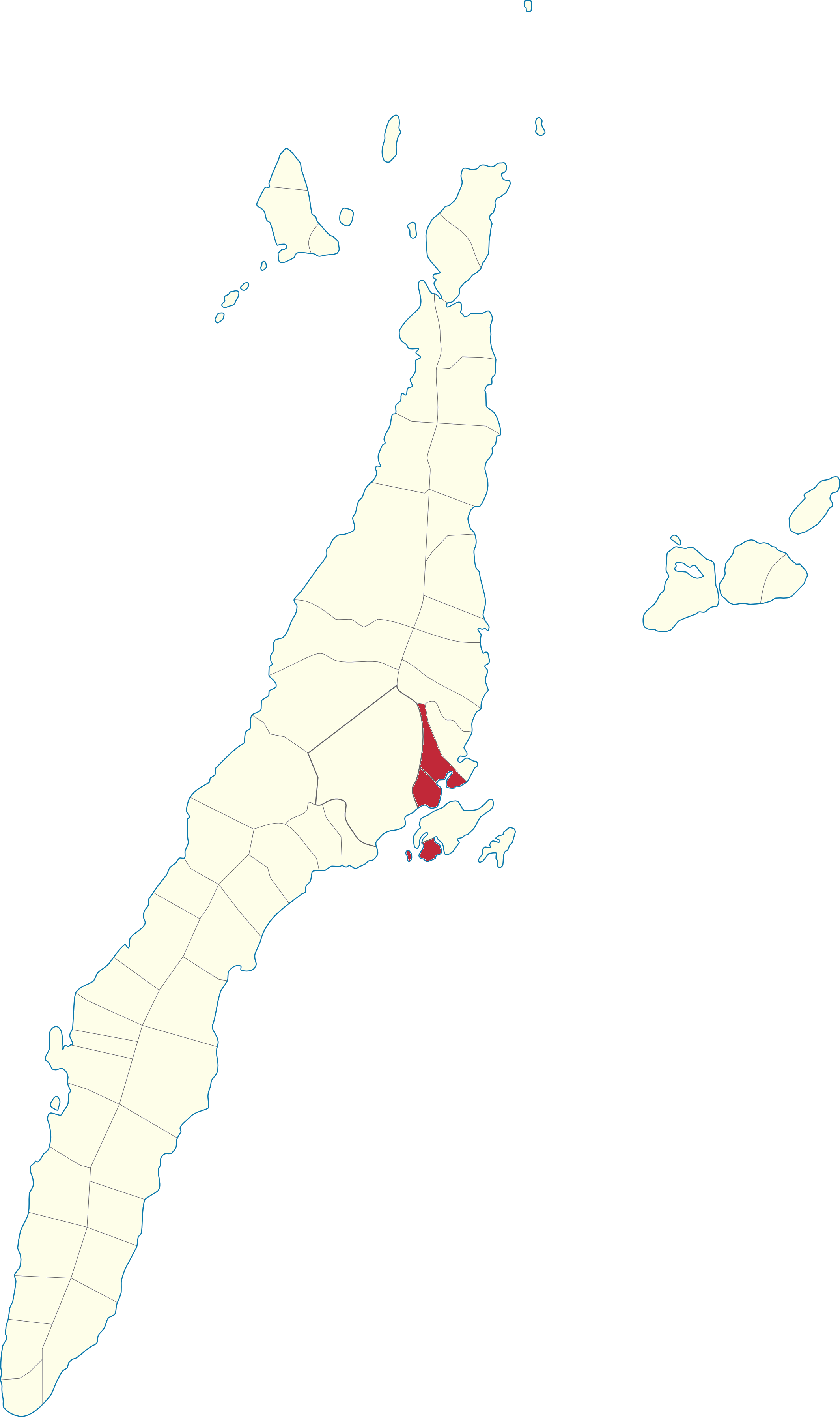
Carte de la sixième circonscription.

- Municipalités : Consolacion, Cordova
- Population (2015) :  553 894

| Période               | Député                            |
| --------------------- | --------------------------------- |
| 15e Congrès 2010-2013 | Gabriel Luis Romualdez Quisumbing |
| 16e Congrès 2013-2016 | Gabriel Luis Romualdez Quisumbing |
| 17e Congrès 2016-2019 | Jonas Cabungcal Cortes            |

### 1907-1972
- Municipalités : Aloguinsan, Barili, Dumanjug, Pinamungajan, Toledo City, Ronda

| Période                              | Député                    |
| ------------------------------------ | ------------------------- |
| 1re législature philippine 1907-1909 | Casiano Causing           |
| 2e législature philippine 1909-1912  | Vicente Lozada            |
| 3e législature philippine 1912-1916  | Vicente Lozada            |
| 4e législature philippine 1916-1919  | Miguel Raffiñan           |
| 5e législature philippine 1919-1922  | Miguel Raffiñan           |
| 6e législature philippine 1922-1925  | Nicolas Mercado Rafols Jr |
| 7e législature philippine 1925-1928  | Pastor Noel               |
| 8e législature philippine 1928-1931  | Nicolas Mercado Rafols Jr |
| 9e législature philippine 1931-1934  | Miguel Raffiñan           |
| 10e législature philippine 1934-1935 | Nicolas Rafols            |
| 1re Assemblée nationale 1935-1938    | Nicolas Rafols            |
| 2e Assemblée nationale 1938-1941     | Miguel Raffiñan           |
| 3e Assemblée nationale 1941-1946     | Nicolas Rafols            |
| 1er Congrès 1946-1949                | Nicolas Rafols            |
| 2e Congrès 1949-1953                 | Manuel A. Zosa            |
| 3e Congrès 1953-1957                 | Manuel A. Zosa            |
| 4e Congrès 1957-1961                 | Manuel A. Zosa            |
| 5e Congrès 1961-1965                 | Manuel A. Zosa            |
| 6e Congrès 1965-1969                 | Amado B. Arrieta          |
| 7e Congrès 1969-1972                 | Manuel A. Zosa            |

### 1987-2010
- Villes : Lapu-Lapu, Mandaue[Note 1]
- Municipalités : Consolacion, Cordova

| Période               | Député                    |
| --------------------- | ------------------------- |
| 8e Congrès 1987-1992  | Vicente L. de la Serna    |
| 9e Congrès 1992-1995  | Nerissa Corazon Soon-Ruiz |
| 10e Congrès 1995-1998 | Nerissa Corazon Soon-Ruiz |
| 11e Congrès 1998-2001 | Efren T. Herrera          |
| 12e Congrès 2001-2004 | Nerissa Corazon Soon-Ruiz |
| 13e Congrès 2004-2007 | Nerissa Corazon Soon-Ruiz |
| 14e Congrès 2007-2010 | Nerissa Corazon Soon-Ruiz |

1. 1 2  Bien que Mandaue ait le statut de ville fortement urbanisée depuis 1991 et devrait donc être indéepdnante de la province, elle continue cependant à voter dans la sixième circonscription.

## Septième circonscription
- Municipalités : Alcantara, Alegria, Badian, Dumanjug, Ginatilan, Malabuyoc, Moalboal, Ronda
- Population (2015) : 214 364

| Période               | Député              |
| --------------------- | ------------------- |
| 17e Congrès 2016-2019 | Peter John Calderon |

### 1907-1972
- Municipalités : Asturias, Balamban, Bantayan, Daanbantayan, Medellin, San Remigio, Tuburan, Santa Fe, Madridejos, Tabuelan

| Période                              | Député                                     |
| ------------------------------------ | ------------------------------------------ |
| 1re législature philippine 1907-1909 | Pedro Lasala Rodriguez (1869-1932)         |
| 2e législature philippine 1909-1912  | Eulalio E. Causing                         |
| 3e législature philippine 1912-1916  | Tomas Noel Alonzo (1881-1962)              |
| 4e législature philippine 1916-1919  | Tomas Noel Alonzo (1881-1962)              |
| 5e législature philippine 1919-1922  | Jose Noel Alonzo (1880-1960)               |
| 6e législature philippine 1922-1925  | Jose Noel Alonzo (1880-1960)               |
| 7e législature philippine 1925-1928  | Paulino Ybañez                             |
| 8e législature philippine 1928-1931  | Paulino Ybañez                             |
| 9e législature philippine 1931-1934  | Paulino Ybañez                             |
| 10e législature philippine 1934-1935 | Buenaventura Rodriguez (1893-1940)         |
| 1re Assemblée nationale 1935-1938    | Buenaventura Rodriguez (1893-1940)         |
| 2e Assemblée nationale 1938-1941     | Roque V. Desquitado                        |
| 3e Assemblée nationale 1941-1946     | Jose Rodriguez                             |
| 1er Congrès 1946-1949                | Jose Rodriguez                             |
| 2e Congrès 1949-1953                 | Dr. Nicolas Gantuangco Escario (1898-1958) |
| 3e Congrès 1953-1957                 | Dr. Nicolas Gantuangco Escario (1898-1958) |
| 4e Congrès 1957-1961                 | Antonio De Pio                             |
| 5e Congrès 1961-1965                 | Tereso Dumon                               |
| 6e Congrès 1965-1969                 | Tereso Dumon                               |
| 7e Congrès 1969-1972                 | Celestino N. Sybico, Jr.                   |

## Circonscription plurinominale (disparue)

### 1943-1944
- Cebu City non incluse.

| Période                     | Député                     |
| --------------------------- | -------------------------- |
| Batasang Pambansa 1943-1944 | Jose S. Leyson (1900-1945) |
| Batasang Pambansa 1943-1944 | Jose Delgado (ex officio)  |

### 1984-1986
- Cebu City non incluse.

| Période                     | Député                     |
| --------------------------- | -------------------------- |
| Batasang Pambansa 1984-1986 | Emerito S. Calderon        |
| Batasang Pambansa 1984-1986 | Nenita C. Daluz            |
| Batasang Pambansa 1984-1986 | Ramon D. Durano III        |
| Batasang Pambansa 1984-1986 | Regalado Estrella Maambong |
| Batasang Pambansa 1984-1986 | Luisito R. Patalinjug      |
| Batasang Pambansa 1984-1986 | Adelino B. Sitoy           |